# Trichomalopsis deplanata
Trichomalopsis deplanata är en stekelart som beskrevs av Kamijo och Grissell 1982. Trichomalopsis deplanata ingår i släktet Trichomalopsis och familjen puppglanssteklar. Inga underarter finns listade i Catalogue of Life.